# Церијум
Церијум (Ce, лат. cerium), хемијски је елемент, лантаноид са атомским бројем 58. Име је добио по планетоиду Церес. То је меки, дуктилни сребрено-бели метал који посиви када се изложи деловању кисеоника из ваздуха, а мек је тако да се може резати ножем. Церијум је други елемент у серији лантаноида, и поред тога што често исказује оксидационо стање +3 карактеристично за ту серију, такође има изузетно стабилно стање +4 у којем не оксидује воду. Традиционално се сматра једним од ретких земних елемената. Нема познату биолошку улогу и није много отрован.
Иако се у природи увек јавља заједно са другим ретким земним елементима, претежно у минералима као што су монацит и бастнесит, церијум се врло лако може издвојити из својих руда те се може одвојити од других лантаноида због јединствене способности да се оксидује до стања +4. Он је најчешћи елемент међу лантаноидима, а следе неодијум, лантан и празеодијум. По распрострањености на Земљи је 26. од свих хемијских елемената, са уделом од 66  у Земљиној кори, готово упола као хлор и пет пута више од олова.
Церијум је први лантаноид који је откривен у Бастенасу у Шведској. Открили су га 1803. Јакоб Берцелијус и Вилхелм Хисингер, те независно од њих Мартин Клапрот у Немачкој. Међутим, тек 1839. Карл Мосандер је успео да добије метални церијум. Данас се овај елемент и његова једињења користе у разне сврхе: на пример, церијум()-оксид се употребљава за полирање стакла те је важан састојак у производњи аутомобилских катализатора. Метални церијум се користи за фероцеријске упаљаче због својих пирофорних особина.

## Историја
Церијум су открили Јакоб Берцелијус и Вилхелм Хисингер 1803. године у руднику Бастнес у Шведској, а независно од њих у Немачкој га је открио Мартин Клапрот. Назив елементу дао је Берзелиус по патуљастој планети Церери, откривеној две године пре тога. Сама Церера добила је име по римској богињи пољопривреде (нарочито жита), плодности и мајчинске љубави.
Церијум је најпре добијен у облику свог оксида, који се звао церија; појам који се и данас користи као друго име за церијум()-оксид. Метал сам по себи је исувише електропозитиван да би се могао издвојити из оксида користећи тадашњу технологију топљења, што је генерално карактеристика свих ретких земних метала. Након открића електрохемије и развоја њених техника и метода, Хамфри Дејви је пет година касније започео да издваја метале који су били садржани у ретким земљама. Церија, издвојена 1803. године, је садржавала све лантаноиде присутне у рудама церита из шведског рудника Бастнес, те је тако садржала само око 45% оног што је данас познато као чист церијум. Тек крајем 1830-их Карлу Густафу Мосандеру успело је да одвоји „лантану” (лантан-оксид) и „дидимију”, те му је преостао чист церијум. Вилхелм Хисингер је био богати власник рудника и аматерски научник, али је спонзорирао рад Берзелиуса. Хисингер је контролисао рудник Бастнес и годинама је покушавао да открије састав врло распрострањене, тешке стене односно шљаке из свог рудника (назване „волфрам из Бастнеса”, која и поред свог имена није садржавала волфрам), а која је данас позната као церит. Мосандер и његова породица живели су дуги низ година у истој кући где је живио и Берзелиус, а Берзелиус је несумњиво подстицао Мосандера да даље настави рад на истраживању „церијума”.

## Особине

### Физичке
Церијум је други елемент у серији лантаноида. У периодном систему, смјештен је између лантаноида лантана с леве и празеодијума са своје десне стране, те изнад актиноида торијума. Церијум је дуктилни метал, релативно мек, приближно као и сребро. Његових 58 електрона размештено је у конфигурацији , од којих су четири крајња, спољна електрона валентна.
Непосредно након лантана, 4f орбитале изненада се контрактирају те имају ниже енергије до тачке где врло лако учествују у хемијским реакцијама. Ипак, тај ефекат још увек не долази до изражаја код церијума те је његова 5d подљуска још увек заузета. Већина лантаноида користи само три електрона као валентне електроне, јер су након тога преостали 4f електрони исувише снажно везани; церијум је изузетак због стабилности празне f љуске у Ce4+ као и чињенице да се налази на самом почетку серије лантаноида, где је набој језгра још увек довољно низак, идући десно у ПСЕ све до неодијума, тако да и даље омогућава уклањање четвртог валентног електрона.
Познате су четири алотропске модификације церијума које постоје при стандардном притиску, а којима су додељене уобичајене ознаке од α до δ:
- Високотемпературни облик, δ-церијум, има bcc (кубну просторно центрирану) кристалну структуру, а постоји при температури изнад 726 °C.
- Стабилни облик на температури испод 726 °C до приближно собне температуре јесте γ-церијум, са fcc (кубном равански центрираном) кристалном структуром.
- (двоструки хексагонални густо паковани) облик β-церијума јесте равнотежна структура која се јавља од приближно собне температуре до −150 °C.
- α-церијум постоји на температури испод −150 °C; а има густину од 8,16 3.
- Остале чврсте алотропске модификације постоје само при високом притиску и приказане су на фазном дијаграму (горе).
- Обје форме γ и β су релативно стабилне при собној температури, мада је температура равнотежне трансформације око 75 °C.[12]

Церијум има варијабилну електронску структуру. Енергија 4f електрона је готово иста као она код спољних електрона у 5d и 6s љускама које су делокализоване у металном стању елемента, а врло мала количина енергије је потребна да би се променила релативна заузетост ових електронских нивоа. Из тог разлога настају дуална валентна стања. На пример, обим промене од око 10% јавља се када се церијум изложи високом притиску или врло ниским температурама. Дешава се да се валенција промени са три на четири када се он знатно охлади или изложи притиску.
При нижим температурама, понашање церијума је сложен због споре брзине трансформације. Температуре трансформације подложна је хистерези, а вредности овде наведене су приближне. Након хлађења испод −15 °C, γ модификација церијума почиње прелазити у β модификацију, а трансформација укључује повећање запремине те како настаје више β модификације, повећава се унутрашње напрезање због чега се даљња трансформација успорава. Даљњим хлађењем на око −160 °C започиње настанак α модификације церијума али она настаје само од преостале γ модификације. β модификација значајно се не трансформира у α-церијум осим ако није изложена напрезању или деформацији. При атмосферском притиску, течни церијум је гушћи него када је у чврстом стању при тачки топљења.

### Хемијске
Стајањем на ваздуху, церијум гради на површини слој оксида који се лако љушти, слично рђи на жељезу. Узорак металног церијума величине једног кубног центиметра може у потпуности да кородира за приближно једну годину. Церијум врло лако сагорева при температури од 150 °C градећи светложути церијум()-оксид, такође познат као церијумa:
Овај оксид се може даље редуковати до церијум(III)-оксида гасовитим водоником. Метални церијум је изузетно пирофоран, што значи да ако се загребе или одломи комадић, таква струготина метала се врло лако може запалити. Таква реакција у складу је са периодичним трендовима, јер је церијум један од првих, а уједно један од најчешћих лантаноида. Церијум(IV)-оксид има структуру флуорита, као и доста сличности диоксидима празеодија и тербијума. Познати су и многи његови нестехиометријски халкогениди, као и тровалентни Ce2Z3 (Z = S, Se, Te). Монохалкогениди типа CeZ добро проводе електрицитет а могли би се боље формулирати у облику . Иако су позната и једињења 2, она су заправо полихалкогениди са церијумом(III): док халкогениди церијума(IV) још увек нису откривени.
Церијум је изузетно снажно електропозитиван метал и реагира бурно с водом. Реакција с водом је знатно спорија у хладној води, али се убрзава повишењем температуре, при чему настаје церијум(III)-хидроксид и отпушта се гасовити водоник:
Метални церијум реагује са свим халогеним елементима градећи трихалиде:
 [бео]
 [бео]
 [бео]
 [жут]
Реакција са вишком флуора даје стабилни бели тетрафлуорид ; његови други тетрахалиди нису познати. Међу дихалидима, познат је само бронзани дијодид CeI2; као и дијодиди лантана, празеодија и гадолинијума, ово је такође електридно једињење церијумa(III). Права једињења церијума(II) ограничена су на неколико необичних органоцеријумских комплекса.
Церијум се лако раствара у разблаженој сумпорној киселини градећи растворе који садрже безбојне јоне Ce3+, а који постоје у виду комплекса :
Растворљивост церијума је много већа у метансулфонској киселини. Јони церијума(III) и тербијума(III) имају ултраљубичасте апсорпцијске траке знатно вишег интензитета у односу на друге лантаноиде, пошто је њихова конфигурација (један електрон у f подљусци више него у церијума (празна) и тербијума (полупопуњена)) омогућава да један f електрон виша лакше начини f-d транзицију него забрањену f-f транзицију као код других лантаноида. Церијум(III)-сулфат је једна од малобројних соли чија се растворљивост у води смањује порастом температуре.